# Rajd San Martino di Castrozza 1970
Rajd San Martino di Castrozza 1970 (7. Rally San Martino di Castrozza) – 7 edycja rajdu samochodowego Rajd San Martino di Castrozza rozgrywanego we Włoszech. Rozgrywany był od 27 do 29 sierpnia 1970 roku. Była to piętnasta runda Rajdowych Mistrzostw Europy w roku 1970.

## Klasyfikacja rajdu
Czas końcowy zawodników to różnica do czasu optymalnego, który wynosił 2 godziny i 6 minuty i 38 sekund, za każdą przekroczona sekundę dodawano punkt karny. 
| Miejsce                     | Kierowca                    | Pilot                       | Samochód                    | Czas                        | Strata                      |                             |
| Klasyfikacja generalna, ERC | Klasyfikacja generalna, ERC | Klasyfikacja generalna, ERC | Klasyfikacja generalna, ERC | Klasyfikacja generalna, ERC | Klasyfikacja generalna, ERC | Klasyfikacja generalna, ERC |
| --------------------------- | --------------------------- | --------------------------- | --------------------------- | --------------------------- | --------------------------- | --------------------------- |
| 1.                          | Harry Källström             | Gunnar Häggbom              | Lancia Fulvia 1.6 Coupé HF  | 1:09                        | 0.0                         |                             |
| 2.                          | Sergio Barbasio             | Mario Mannucci              | Lancia Fulvia 1.6 Coupé HF  | 1:40                        | +31                         |                             |
| 3.                          | Arnaldo Cavallari           | Dante Salvay                | Lancia Fulvia 1.6 Coupé HF  | 3:49                        | +2:40                       |                             |
| 4.                          | Alcide Paganelli            | Ninni Russo                 | Fiat 124 Sport Spider       | 4:11                        | +3:02                       |                             |
| 5.                          | Giuseppe Ceccato            | Helmut Eisendle             | Fiat 125 S                  | 5:15                        | +4:06                       |                             |
| 6.                          | Alberto Smania              | Borsetto                    | Fiat 125 S                  | 6:57                        | +5:48                       |                             |
| 7.                          | Curtolo                     | Borsoi                      | Porsche 911 S               | 8:54                        | +7:45                       |                             |
| 8.                          | Gianni Besozzi              | Alessandro Brusati          | Lancia Fulvia 1.6 Coupé HF  | 10:08                       | +8:59                       |                             |
| 9.                          | Luciano Trombotto           | Gino Macaluso               | Fiat 124 Sport Spider       | 11:52                       | +10:43                      |                             |
| 10.                         | Ferdinando Tecilla          | Bruno Scabini               | Fiat 125 S                  | 12:21                       | +11:12                      |                             |